# Orthotrichia glebula
Orthotrichia glebula är en nattsländeart som beskrevs av Wells 1984. Orthotrichia glebula ingår i släktet Orthotrichia och familjen smånattsländor. Inga underarter finns listade i Catalogue of Life.